# Karen Sillas
Karen Sillas est une actrice américaine née le 5 juin 1963 à Brooklyn. 

## Biographie
Karen Sillas est née à Brooklyn. Diplômée du conservatoire de l'Université d'État de New York, à Purchase (SUNY Purchase), Karen Sillas a donné le coup d'envoi en 1998-1999 d'une saison de télévision émise en prime-time. Elle figurait sur deux des plus acclamées des séries TV diffusées par CBS, Touched by an Angel et La Terre promise.
Sillas apparaît également dans la série "hit" de HBO Les Soprano, qui a obtenu le plus de nominations Emmy cette saison[réf. nécessaire]. 
En 1994, What Happened Was ... a remporté le Grand Prix du Film Festival au Sundance[réf. nécessaire]. Sillas a également joué dans plusieurs mini-séries pour la télévision, dont Peter Benchley's The Beast avec William Petersen. 
Elle a une fille, Kelly, de Peter Stormare.

## Filmographie

### Télévision
| Année | Film                         | Rôle                       | Créateur                                           | Apparitions          |
| ----- | ---------------------------- | -------------------------- | -------------------------------------------------- | -------------------- |
| 1993  | New York, police judiciaire  | Cynthia Thomas             | Dick Wolf                                          | Saison 4, épisode 16 |
| 1996  | La Bête                      | Lt Kathryn Marcus          | Jeff Bleckner                                      |                      |
| 1999  | Les Soprano                  | Debbie                     | David Chase                                        | Saison 1, épisode 11 |
| 2002  | Les Experts : Miami          | Belle King                 | Ann Donahue, Anthony E. Zuiker et Carol Mendelsohn | Saison 1, épisode 15 |
| 2003  | New York, section criminelle | Beth Landau/Elizabeth Post | Dick Wolf et René Balcer                           | Saison 3, épisode 21 |
| 2005  | Wanted                       | Mariah Belichek            | Jorge Zamacona                                     | Saison 1             |

### Au cinéma
| Année | Film                | Role                | Créateur         | Autres notes |
| ----- | ------------------- | ------------------- | ---------------- | ------------ |
| 1991  | Trust Me            | L'infirmière Paine  | Hal Hartley      |              |
| 1992  | Simple Men          | Kate                | Hal Hartley      |              |
| 1995  | Flirt               | Dr Clint (New York) | Hal Hartley      |              |
| 1996  | Female Perversions  | Renee               | Susan Streitfeld |              |
| 1998  | Sour Grapes         |                     | Larry David      |              |
| 1998  | Le Temps d'un orage | Donna               | William Ryan     |              |
| 1999  | Bad Money           |                     | John Hazlett     |              |
| 2015  | Stuff               | Trish Murdoch       | Suzanne Guacci   |              |

## Voix françaises
- Dorothée Jemma dans Double mensonge (1997)